# سيكتور غزة
سيكتور غزة فرقة روك سوفيتية وروسية، تأسست في 5 ديسمبر 1987 فيكان قائد الفرقة ومؤلف الأغاني والعضو الوحيد الذي لم يتغير هو يوري كلينسكي (المعروف أكثر باسم يوري خوي).